# ダンシング! 夏祭り
「ダンシング! 夏祭り」（ダンシング・なつまつり）は、10人祭のシングル。2001年7月4日発売。

## 概要
- モーニング娘。、カントリー娘。、ココナッツ娘。、メロン記念日、平家みちよ、松浦亜弥の計20人をシャッフルし結成された10人祭（飯田圭織、安倍なつみ、保田圭、吉澤ひとみ、辻希美、ミカ、りんね、村田めぐみ、斉藤瞳、大谷雅恵）のシングル。
- 他のシャッフルユニットである三人祭のシングル「チュッ! 夏パ〜ティ」、7人祭のシングル「サマーれげぇ!レインボー」と同日発売され、勝負の行方が注目された。結果、三人祭がオリコン初登場5位、7人祭が6位、10人祭が7位という結果となった。シングル総売上のほうも三人祭、7人祭、10人祭の順となった。
- テレビ東京系「アイドルをさがせ!」オープニング・テーマ。
- 富士フイルム「フジカラー」CMソング。

## 収録曲
全作詞・作曲：つんく
1. ダンシング! 夏祭り (3:51)
  - 編曲：小西貴雄
2. HELLO! また会おうね (10人祭 version) (3:29)
  - 編曲：高橋諭一
3. ダンシング！夏祭り (Instrumental) (3:52)

## 参加ミュージシャン
ダンシング! 夏祭り
- ボーカル&お祭りボイス：10人祭
- キーボード&プログラミング：小西貴雄
- マニピュレータ：勝浦剛
- 尺八：石垣征山
- 笛：福原寛
- 三味線：杵屋裕光
- お囃子：つんく・オールスタッフ

HELLO! また会おうね (10人祭 version)
- ボーカル&クラップ&トーク：10人祭
- ギター&シェイカー&プログラミング：高橋諭一
- ギター&タンバリン：生方信堂
- ギタレレ：橋本慎
- リコーダー&ピアニカ&トランペット：根岸政朗
- リコーダー：大澤弘道